# 576901 Adagio
576901 Adagio è un asteroide della fascia principale. Scoperto nel 2008, presenta un'orbita caratterizzata da un semiasse maggiore pari a 2,9660263 au e da un'eccentricità di 0,0516668, inclinata di 12,26156° rispetto all'eclittica.
L'asteroide è dedicato all'omonimo gruppo di astronomi amatoriali cui appartiene anche lo scopritore.